# Vladan Vicevic
Vladan Vicevic (ur. 26 lipca 1967 w Užicach) – były salwadorski piłkarz pochodzenia serbskiego występujący na pozycji obrońcy. Trener piłkarski.

## Kariera klubowa
Vicevic zawodową karierę rozpoczynał w 1986 roku w jugosłowiańskim klubie Sloboda Užice. Jego barwy reprezentował przez 10 lat. W 1996 roku trafił do salwadorskiego zespołu Águila. W 1999 roku zdobył z nim mistrzostwo fazy Apertura. W tym samym roku wrócił do Slobody Užice, gdzie w 2002 roku zakończył karierę.

## Kariera reprezentacyjna
W reprezentacji Salwadoru Vicevic zadebiutował w 1997 roku. W 1998 roku został powołany do kadry na Złoty Puchar CONCACAF. Zagrał na nim w pojedynkach z Gwatemalą (0:0), Brazylią (0:4) oraz Jamajką (0:2). Tamten turniej Salwador zakończył na fazie grupowej. W latach 1997–1998 w drużynie narodowej Vicevic rozegrał w sumie 18 spotkań.